# Хипаспист
Хипаспист (на гръцки: Ὑπασπιστής „щитоносец“) е елитен вид пехотинци в армията на Древна Македония през елинистическия период от 4 – 1 в. пр.н.е.
Тяхното отличително въоръжение е големият кръгъл щит аспис, откъдето произлиза и названието им. Въоръжението им се състои от копие и меч – ксифос, копис или махайра, носят бронзови шлемове и наколенници.
В много отношения те наподобяват тактиката на гръцките хоплити. Тяхната роля в сражение обаче е друга. Първите хипасписти са били формирани като специална мобилна част от фалангата на Александър Македонски – те са били отбрани, сравнително лековъоръжени воини, които охраняват фланговете и гърба на фалангата, а понякога са тичали като подкрепление след конницата. По принцип са били ударна част и не са формирали плътно построена хоплитска фаланга. В епохата на диадохите хипаспистите получават по-тежко снаряжение, бронзова броня, придобиват статуса на елитен царски корпус и стават част от царската гвардия – „агема“ – на владетелите от династията на Селевкидите и Антигонидите.
Участието на хипаспистите се споменава във войните между Рим и Македония. Тогава броят им е варирал до няколко хиляди. Последните македонски царе преобразуват част от тях като тежковъоръжени пелтасти, ползващи метателно копие и меч, вместо копие за близък бой.

## Видове
Различават се 2 вида хипасписти.

### Пехотинци
Тези хипасписти са среден пехотински народ в македонската войска, вероятоно използвани още по времето на Александър. Последното, исторически доказано, ползване на хипасписти е при Филип V. Те са служили като свръзка между тежковъоръжените сили на македонската фаланга, пехотинцитe и нападателното крило на конниците от кавалерията.
Те се биели на почетна позиция на дясната фланка на елинийската войска.

### Гарда
Млади членове от македонските благороднически фамилии са служили като „Кралски хипасписти“ в домашен отряд, подобен на гвардия (гарда) във войската на Александър.